# Nickerie
Nickerie é um dos 10 distritos do Suriname. Sua capital é a cidade de Nieuw Nickerie, que é também a terceira maior cidade do país. O distrito é conhecido por sua rica atividade agrícola, em especial o cultivo de arroz, que representa uma das principais fontes de renda da região. Localiza-se no noroeste do território surinamês, na foz do rio Corentine, que forma a fronteira com a Guiana. Ao norte, é banhado pelo Oceano Atlântico; a leste, faz fronteira com o distrito de Coronie; ao sul, com Sipaliwini; e a oeste, com a região de Berbice Oriental–Corentine, na Guiana. 
O distrito possui uma área de aproximadamente 5.353 km² e, segundo o censo de 2012, contava com uma população de 34.233 habitantes. A população é etnicamente diversa, com predominância de descendentes de indianos (hindustanis) e javaneses, além de afro-surinameses, chineses e europeus.
A cidade de Wageningen é outra localidade importante dentro do distrito.

## Etimologia
O nome "Nickerie" provavelmente deriva de "Neekeari", termo usado para um grupo indígena local mencionado por Teenstra em 1596  e também por Robert Dudley em seu relato de viagem às Índias Ocidentais (1594–1595). 

## História
A região de Nickerie, localizada no extremo oeste do Suriname, foi originalmente habitada por povos indígenas. Evidências arqueológicas, como os montes artificiais (terpen) encontrados em Hertenrits e vestígios de ocupação próximos às cataratas de Wonotobo, indicam presença humana desde pelo menos o século I a.C., com comunidades que viveram da agricultura, pesca, caça e coleta de moluscos entre os séculos VI e XVI. Além disso, diversos desenhos rupestres de datação incerta foram identificados ao longo do rio Corentine.
Durante muito tempo, o território permaneceu à margem dos principais processos colonizadores. Até o século XVIII, não havia assentamentos europeus significativos, sobretudo devido à dificuldade de defesa contra ataques marítimos e à preferência pelas áreas mais protegidas a leste, como as margens dos rios Suriname e Commewijne. Uma das primeiras tentativas documentadas de colonização data de 1613, quando europeus estabeleceram uma plantação de tabaco no rio Corentine, mas o empreendimento foi abandonado pouco depois.
A presença colonial começou a se firmar apenas no final do século XVIII. Em 1718, um aventureiro mulato de Granada, chamado Dietzel, obteve influência entre os indígenas locais e foi nomeado pelo governo colonial como posthouder (agente governamental) na região do rio Maratakka. Tentativas de missionários morávios de converter os povos indígenas na década de 1760 não obtiveram êxito.
A efetiva colonização iniciou-se por volta de 1797, quando o governador Jurriaan François de Friderici aprovou a fundação das plantações Paradise e Plaisance. A partir de 1799, com o início do domínio britânico sobre o Suriname, um número crescente de colonos escoceses e ingleses, oriundos principalmente de Granada, passou a se estabelecer em Nickerie. Esses imigrantes introduziram culturas como o algodão e o café, e suas influências ainda podem ser percebidas em sobrenomes locais como MacDonald e MacIntosh.
Durante o domínio britânico (1799–1816), Nickerie prosperou como parte do que se chamava “Nova Colônia” (que incluía também Coronie até 1851). Os plantadores britânicos mantinham-se presentes em suas propriedades e cuidavam melhor de suas plantações do que os administradores ausentes das colônias neerlandesas tradicionais. O solo fértil e a proximidade com as colônias britânicas vizinhas, como Demerara, contribuíam para o sucesso da região.
Mesmo após a devolução do Suriname aos Países Baixos, em 1816, Nickerie manteve fortes vínculos com a Guiana Britânica. Os plantadores, em sua maioria britânicos, chegaram a solicitar a anexação do distrito ao Reino Unido ou, ao menos, a permissão para manter comércio direto com as colônias inglesas. Essas iniciativas geraram tensões com as elites da chamada “Velha Colônia”, centrada em Paramaribo, que conseguiram revogar os privilégios comerciais concedidos a Nickerie em 1820.
A economia de Nickerie permaneceu robusta ao longo do século XIX. Após o declínio da cotonicultura e o abandono das plantações costeiras devido à erosão marítima, o cultivo de açúcar e cacau tomou protagonismo. Algumas plantações, como Waterloo e Hazard, estavam entre as mais avançadas tecnologicamente do país, contando com equipamentos modernos como evaporadores e centrífugas ainda na década de 1850.
Com a abolição da escravidão em 1863, diferentemente de outras regiões do Suriname, Nickerie não sofreu escassez de mão de obra, graças à sua relativa distância de Paramaribo e à imigração de trabalhadores provenientes da Guiana Britânica, atraídos por salários mais altos.
Apesar do auge, o final do século XIX marcou o início do declínio agrícola. Enchentes severas, uma epidemia de malária e uma sequência de secas (1896, 1897 e 1899) provocaram o colapso de diversas plantações de açúcar. Três das cinco principais propriedades sucumbiram nesse período.
A cidade de Nieuw Nickerie, atual capital do distrito, foi fundada em 1879 após a destruição do antigo centro administrativo, Nova Roterdão, por inundações. A região só se integrou melhor ao restante do país com a construção da East-West Link, uma importante estrada concluída na década de 1960.

## Subdivisões
O distrito está subdivido em 5 localidades (em neerlandês:ressorten):
- Groot Henar
- Nieuw Nickerie
- Oostelijke Polders
- Wageningen
- Westelijke Polders